# Красноголовая синяя падальница
Красноголовая синяя падальница,  или синяя мясная муха , или красноголовая синяя муха или красноголовая муха (лат. Calliphora vicina) — вид падальных мух (Calliphoridae), которые играют важную роль в судебно-медицинской экспертизе. Благодаря своему частому присутствию на трупах, C. vicina — один из наиболее важных видов-индикаторов в судебной энтомологии. Относится к синантропным видам. Модельный организм.
Личинки используются для заживления гнойных ран.

## Распространение
Встречаются повсеместно. Историческая область распространения — умеренные зоны Северного полушария Старого и Нового Света, но в последнее время C. vicina распространилась шире, благодаря интенсификации морского и воздушного сообщения. Так, в 1965 году C. vicina была впервые обнаружена в Южной Африке, хотя так и не стала там массовым видом.
В 1976 году обнаружена в субантарктике на островах Кергелен.

## Описание
Мухи среднего и крупного размера. Длина тела около 1 см (от 5 до 14 мм). Брюшко темно-синее покрыто светлыми волосками. Грудная чешуйка тёмная и покрыта тёмными волосками. Передние дыхальца груди желтоватые. Ноги чёрные. Проплевра волосистая. Флагелломер усика более чем в два раз длиннее педицеля. Лицевой киль отсутствует. Костальная крыловая жилка С снизу покрыта волосками, крыловая чешуйка базикоста жёлтая или светло-коричневая.
От близкого вида, черноголовой синей мухи (C. vomitoria), имаго C. vicina отличается двухцветными щеками, передняя часть их красноватая, задняя — чёрная. Преимагинальные стадии практически неотличимы от других видов рода Calliphora, развиваются в трупах и фекалиях.
В иммунной системе личинок C. vicina обнаружены три группы фармакологически активных веществ, перспективные как источник лекарственных веществ для борьбы с раковыми и инфекционными заболеваниями. Это семейства пептидов аллофероны (применяются для лечения герпесвирусных инфекций и вирусного гепатита B), аллостатины (которые используются для повышения сопротивляемости кожи и слизистых оболочек вирусным инфекциям и перспективны в лечении раковых опухолей) и антимикробные пептиды (средства для лечения и профилактики инфекций). Антимикробную активность у C. vicina проявляют такие пептиды как дефензины, цекропины, диптерицины и пролин-богатые пептиды.
Плазматоциты (гистиолизоциты) личинок мясной мухи C. vicina составляют основную часть гемоцитов в конце развития преимагинальной стадии и в период диапаузы личинок. 
Цитотоксическая активность плазматоцитов С. vicina аналогична активности клеток, известных как естественные киллеры (natural killer cells) у представителей класса млекопитающих.
Плазматоциты личинок С. vicina также как и естественные киллеры млекопитающих могут распознавать опухолевые клетки-мишени (например, клетки лейкемии человека К562) как «чужое», после чего составляют с ними временный конъюгат и вызывают процесс апоптоза, который приводит к гибели атакованной мишени.
- Calliphora vicina вид сверху.
- Имаго и пупарий Calliphora vicina.
- Голова Calliphora vicina.

## Жизненный цикл
За год C. vicina при температуре 27 °C даёт до пяти поколений. Самка C. vicina может отложить до 300 яиц. Мухи откладывают яйца на свежие трупы или на открытые раны. Личинки развиваются в трупах млекопитающих, мясных отходах, неглубоких (до 1 м) скотомогильниках. Личинка имеет три возраста. Личинки первого возраста вылупляются из яиц приблизительно через 24 часа после откладки. Линяют на второй возраст через 20 часов, и ещё через 48 часов — на третий. В благоприятных условиях питание личинок продолжается от трёх до четырёх дней. Когда личинки завершают развитие, они расползаются в поисках места для окукливания. Стадия куколки длится у C. vicina около 11 дней. При 27 °C жизненный цикл C. vicina занимает приблизительно 18 дней.
Климатические факторы, такие как температура, влияют на яйценоскость и развитие молодых личинок. В более тёплую погоду жизненный цикл может продолжаться несколько меньше, а при более холодных температурах жизненный цикл занимает немного больше времени. Знание продолжительности времени между тремя возрастами личинок и стадией куколки и последующим личиночным размножением позволяет установить время смерти в судебной энтомологии и уголовном деле.

## Образ жизни
C. vicina — полупоселковые экзофилы. Взрослые мухи встречаются в садах и на рынках. C. vicina — факультативные некрофаги, также питаются фекалиями человека на земле. Многочисленны весной и осенью. Активны в утренние и вечерние часы. Принимают участие в распространении кишечных инфекций. Личинки могут вызывать тканевые и даже кишечные миазы
В медицине для заживления гнойных ран используются некробионтные личинки C. vicina.

## Роль в определении времени смерти
В криминалистике и судебной энтомологии при использовании личинок мух для определения возможного времени смерти, важным показателем служит время заселения. Имаго C. vicina обычно заселяют труп через два дня после смерти. Следовательно, при определении возможного времени смерти, к максимальному возрасту личинок, обнаруженных на теле, следует добавить два дня.
При определении времени, прошедшего с момента смерти, необходимо принимать во внимание регион, в котором обнаружено тело, температуру в предшествующий обнаружению тела период, время суток и условия, в которых тело находилось. Эксперт-энтомолог должен знать, каковы особенности образа жизни падальных мух в районе обнаружения тела, кроме того, требуются записи температуры окружающей среды на месте преступления, а также история погодных условий за период, предшествовавший обнаружению трупа. C. vicina адаптирована к невысоким температурам. В «тёплой» части ареала (например, в Южной Америке) она нередко более обычна в зимнее время, нежели летом. Пороговая температура лётной активности составляет порядка 13-16 °C, что ниже, чем у большинства падальных мух. Знание пороговой температуры развития позволяет эксперту-энтомологу рассчитать время, прошедшее с момента наступления смерти, определив время, в течение которого температура превышала пороговую. Некоторые особенности образа жизни C. vicina хорошо известны. C. vicina — не первый вид, появляющийся на трупах, но она обычно появляется за день-два до Phaenicia sericata. Вместе с тем, не следует считать, что важные для криминалистической экспертизы особенности поведения C. vicina исследованы исчерпывающим образом. Например, долгое время считалось, что для имаго этого вида не характерна ночная активность, однако недавно было показано, что C. vicina активна в ночное время в определённых экспериментальных условиях.

## Таксономия
Красноголовая синяя падальница была впервые описана в 1830 году французским врачом и энтомологом Жаном-Батистом Робино-Девуади (1799—1857) по материалам из Филадельфии (США) из коллекции генерала и графа Пьера Дежана. Причём, сделано это было одновременно с описанием сходных таксонов Calliphora monspeliaca Robineau-Desvoidy, 1830,  Calliphora musca Robineau-Desvoidy, 1830, Calliphora nana Robineau-Desvoidy, 1830 и Calliphora spitzbergensis Robineau-Desvoidy, 1830, позднее сведённых в синонимы.